# Ånholm, Nagu
Ånholm är en ö nära Nötö i kommundelen Nagu i Pargas stad i landskapet Egentliga Finland. Ön ingår i sin helhet i Skärgårdshavets nationalpark. Närmaste allmänna förbindelse är förbindelsebryggan vid Bodö som trafikeras av M/S Nordep.

## Etymologi
Förledet i Ånholm kommer från fornsvenskans 'arn' för örn. I dialekt har a-ljudet förlängts och övergått till å. Öar med namnen Ånholm eller Ånholmen förekommer i Finland i Brändö och Kumlinge på Åland, i Åbolands skärgård och i Borgå.

## Geografi
Ånholm ligger i sundet mellan Bodö och Fårö 4 kilometer söder om Nötö, 32 kilometer söder om Nagu kyrka, 66 kilometer söder om Åbo och omkring 180 kilometer väster om Helsingfors.
Öns area är 8,9 hektar och dess största längd är 0,6 kilometer i öst-västlig riktning.